# Nutrigenética
Nutrigenética es una rama de la genómica nutricional, que tiene como objetivo estudiar como las distintas variantes genéticas de las personas influyen en el metabolismo de los nutrientes, la dieta y las enfermedades asociadas a esta. La Nutrigenética no debe confundirse con la Nutrigenómica, que se centra en el papel que determinados alimentos tienen en la activación de genes que afectan la susceptibilidad a ciertas enfermedades como el cáncer y el Alzheimer. El objetivo de la Nutrigenética es ofrecer a las personas consejos personalizados de prevención de enfermedades basados en la genómica personalizada.

## Base científica
Debido a los procesos evolutivos, los seres humanos difieren en su ADN, más precisamente en los llamados SNPs (abreviatura de "Single Nucleotide Polymorphism"). Entre otras cosas, los SNPs influyen en la forma en que los individuos absorben y procesan los nutrientes. 
La actividad fisiológica en el organismo humano que concierne el consumo o el transporte de los nutrientes también está conectado con varias variantes genéticas. Esta relación constituye la base de las ciencias nutrigenéticas. 
Por otra parte, los diferentes procesos nutrigenéticos en el cuerpo humano puede implicar una ventaja en términos de selección natural. Así, por ejemplo, la evolución instó al ser humano a digerir la lactosa de la leche de vaca.

## Métodos de análisis nutrigenético
La identificación del genotipo necesario se lleva a cabo por medio de un análisis de sangre o de saliva. Posteriormente, se analiza el ADN de diferentes maneras. 
Una forma común de estudiar los datos genéticos es el llamado "gen candidato" cuando se identifica una posible gen de riesgo. Después de los experimentos en cultivos celulares, animales o seres humanos los científicos pueden establecer una correlación positiva o negativa entre la expresión de este gen candidato y los aspectos nutricionales. 
Otro método científico popular es el estudio de asociación del genoma completo que también conduce a la identificación de las variantes de genéticas más relevantes. 
En particular, los análisis nutrigenéticos se basan en el efecto de los nutrientes en el genoma, proteoma, transcriptoma y metaboloma.

## Obesidad
Un objetivo importante para los investigadores nutrigenéticos es identificar los genes que hacen que algunas personas sean más susceptibles a la obesidad y las enfermedades relacionadas con la obesidad.
La hipótesis gen ahorrador es un ejemplo de un factor nutrigenético en la obesidad. El gen ahorrador, teóricamente causa a su portador que este almacene alimentos altos en calorías como tejido adiposo, un muy probablemente hecho derivado de una protección contra el hambre evolucionada durante las épocas de escasez de alimentos. Actualmente se han detectado más de sesenta genes asociados con la obesidad. Avances actuales en la investigación nutrigenética demuestran potencialmente la existencia de genes ahorradores, así como también se empiezan a plantear contra-efectos con el fin de prevenir la obesidad y las enfermedades relacionadas con la obesidad.

## Otros objetivos y perspectivas
Gracias a la nutrigenética los nutricionistas y médicos pueden individualizar las recomendaciones de salud y la dieta. De la misma manera, la medicina preventiva, diagnóstica y terapias podrían ser optimizadas. De hecho, los ensayos comparativos, como un estudio de la Escuela Superior de Deportes de Alemania demuestran que la consejos de salud basados en los resultados de un análisis nutrigenético es más exitoso que los consejos de una dieta convencional.